# Andrea Cesalpino
Andrea Cesalpino (Andreas Caesalpinus en latin ; André Césalpin en français), né le 6 juin 1519 ou, plus probablement, en automne 1524 à Arezzo en Toscane et mort le 23 février 1603 à Rome, est un philosophe, médecin, naturaliste et botaniste italien.
Il est connu pour avoir décrit une circulation sanguine générale, plus de 50 ans avant celle de William Harvey.

## Biographie
Selon les biographes Andrea Cesalpino serait né d'un père médecin ou maçon. Son nom proviendrait de l'origine de sa famille issue de la Gaule cisalpine.
En 1544, il commence ses études de médecine à l'université de Pise. Il a pour maîtres Realdo Colombo en médecine et Luca Ghini pour la botanique. Il apprend la philosophie auprès de Simone Porzio, et il assiste aux démonstrations anatomiques de Vésale.
Reçu docteur en 1551, il enseigne la philosophie, la médecine et la botanique dans cette même université de Pise. Il contribue à la description de très nombreuses plantes en Italie. Il succède à Ghini à la tête du jardin botanique de Pise en 1554, fonction qu'il occupe jusqu'en 1558.
En 1593, il est appelé à Rome pour enseigner la médecine et être le médecin personnel du pape Clément VIII qui le nomme professeur de médecine au collège de la Sapience,
Il meurt à Rome, à l'âge de 78 ans.

## Travaux

### Philosophie
Comme philosophe, il se fait remarquer par sa connaissance profonde des écrits d'Aristote. Ses travaux publiés restent sous l'influence d'Averroès et il y fait montre d'un certain panthéisme.
Son œuvre philosophique la plus importante est Quaestionum peripateticarum libri quinque, paru à Florence en 1571, où il étudie la pensée d'Aristote et embrasse la doctrine des averroïstes. 
Le problème métaphysique dominant de l'époque était les rapports entre la foi et la raison, aussi bien pour les catholiques que pour les protestants. Selon Cesalpino, Aristote ne sait rien sur la Création donc, dans une conception aristotélicienne, Dieu n'est pas une cause efficiente ou motrice du monde, mais sa cause formelle qui organise toutes ses réalités (fond, substance, changements et devenir de toutes choses).
Dans cette interprétation d'Aristote par Cesalpino, la Nature est une, et explicable par la doctrine de la forme et de la matière. Cesalpino pose le problème de la double vérité : là où Aristote est contraire à la Révélation, il doit y avoir une erreur dans son raisonnement. Cesalpino affirme que son but est d'expliquer Aristote, les théologiens devant s'occuper aussi de découvrir ses erreurs.
Cette approche le fait accuser de panthéisme et même d'athéisme. Cependant, il est resté catholique toute sa vie.
Les doctrines philosophiques de Cesalpino sont combattues par Samuel Parker, archevêque de Cantorbéry, et par Nicolaus Taurellus (de), médecin de Montbéliard, auteur de l'essai critique  Caesae Alpes (1597), qui le dénoncent à l'Inquisition. Cesalpino y échappe, en restant protégé par le pape Clément VIII. 
Taurellus reconnait  plusieurs points soulevés par Cesalpino, mais il s'oppose à lui en faisant du dieu d'Aristote, non pas un Deus rotator comme Cesalpino, mais un actus purus conforme à la doctrine chrétienne. Taurellus conclut qu'Aristote doit être étudié dans les écoles, mais seulement dans la mesure où il s'accorde avec la Révélation, et non pas là où il la contredit.
Ces discussions ont beaucoup d'influence dans les universités allemandes (nouvellement créées après les universités italiennes). La logique et philosophie naturelle d'Aristote entrent dans les universités allemandes par le biais des facultés de médecine.
Accusé de panthéisme, Cesalpino sera par la suite critiqué comme précurseur de Spinoza.

### Médecine

#### Circulation du sang
En médecine, à la suite de son maître Realdo Colombo, il aurait été le premier à reconnaître la circulation du sang, avant William Harvey selon des médecins historiens italiens,,. Ceux-ci s'appuient sur le témoignage de Giovanni Nardi (it) (mort en 1655) qui, bien que lié d'amitié avec Harvey, voyait en Césalpino le véritable découvreur,.
Les historiens modernes s'accordent sur le fait que Cesalpino est bien le premier à utiliser le terme de circulatio en 1569 pour décrire une circulation sanguine générale,.

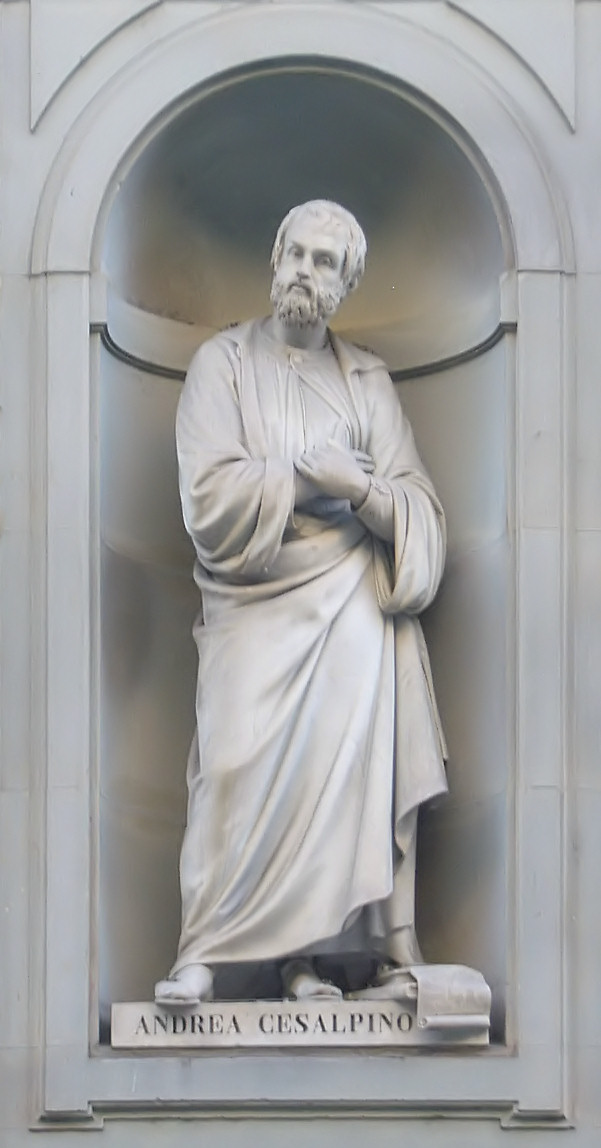
Andrea Cesalpino par Pio Fedi (1816-1892) au piazzale des Offices de Flo

Césalpino remarque, lorsqu'on lie le bras, que les veines se remplissent au-dessous, et non pas au dessus de la ligature. Il en conclut que le flux sanguin veineux est centripète, se dirigeant vers le cœur, dans le sens inverse de la théorie de Galien. La valve mitrale ne permet pas le reflux, et pour passer du ventricule cardiaque droit au gauche, le sang doit emprunter la circulation pulmonaire. En 1571, il suppose l'existence des capillaires : vasa capillarimenta resoluta. Il affirme que le sang se distribue en fines « branches » et entre en contact avec l'air dans les poumons. Il enseigne ainsi que la totalité du sang circule dans le corps humain,.
Cependant, sa priorité par rapport à Harvey ne peut être établie à partir de quelques phrases arrachées de leur contexte. La notion de circulation chez Césalpino est brouillée par un raisonnement philosophique confus. Sa circulation du sang n'est pas un mécanisme, mais un processus alchimique de distillation périodique avec des phases d'échauffement et de refroidissement : « le sang est comme un liquide comprimé entre deux récipients fermés communiquant entre eux par deux longs becs, il passe de l'un à l'autre et vice versa »,.
Une des controverses médicales de la Renaissance était celle sur le pouls : quel est le rapport entre les battements du cœur et ceux du pouls ? Le cœur et les artères se contractent et se dilatent en même temps, ou c'est la contraction du cœur qui entraine la dilatation des artères ? Les textes des autorités antiques, et même ceux d'une même autorité (Galien), sont confus ou contradictoires.
Cesalpino est partisan, comme beaucoup de ses contemporains, de la première hypothèse. Il reconnait que, d'un point de vue mécanique, le pouls des extrémités ne peut coïncider avec le rythme du cœur. Mais si l'on assimile le système artériel à un seul vaisseau plein et si l'on ajoute du sang, la totalité se dilate bien en même temps. Cesalpino explique donc les mouvements du cœur et du pouls par une alternance d'ébullition et de condensation du sang par la chaleur du cœur. Le cœur est bien le siège central unique d'une chaleur vitale, conformément à Aristote, ce qui réduit d'autant le rôle du foie mis en avant par Galien.
Césalpino aurait ouvert le bon chemin : l'interdépendance des systèmes veineux et artériel, et le rôle central unique du cœur, mais il n'a pu aller jusqu'au bout : il conçoit une circulation sanguine, mais essentiellement par un discours, il n'en fait pas la démonstration par expériences quantitatives,,.

#### Autres
Césalpino intervient dans le débat de la Renaissance portant sur l'origine de la syphilis, maladie nouvellement apparue à cette époque. Il rapporte une légende selon laquelle les soldats français de Charles VIII auraient été infectés à Somma Vesuviana en consommant un vin empoisonné avec du sang de lépreux, un piège tendu par les espagnols.
Un autre débat universitaire de l'époque porte sur le statut scientifique de la démonologie, susceptible d'expliquer les cas de possession démoniaque. En 1580, à l'occasion de cas survenus dans un couvent féminin de Pise, Cesalpino publie Daemonum investigatio. Il expose avec une grande érudition tous les faits de sorcellerie et de magie rapportés par les auteurs précédents. Il fait dire à Aristote que des démons peuvent exister mais quoique matériels, ils ne peuvent communiquer avec l'homme. Il conclut toutefois que la possession de ces religieuses est bien d'origine surnaturelle.
Cesalpino fait partie de ces auteurs qui considèrent qu'une maladie peut être à la fois naturelle et inspirée par le diable. Ici, tout choix entre l'une ou l'autre origine repose sur une façon de mettre l'accent (de priorité ou d'importance) et non pas sur une question de principe. Faute de trouver une argumentation convaincante par un principe unifiant la révélation et la raison (celle d'Hippocrate et d'Aristote) sur cette question, Cesalpino cherche à mettre en avant le rôle du médecin dans le diagnostic et le traitement de la possession.

### Sciences naturelles
Les botanistes qui font l'histoire de leur discipline, insistent sur l'importance de Cesalpino pour en faire un précurseur de Linné, mais en réalité la classification était un thème mineur pour la botanique du XVIe siècle largement dominée par les textes de Dioscoride.

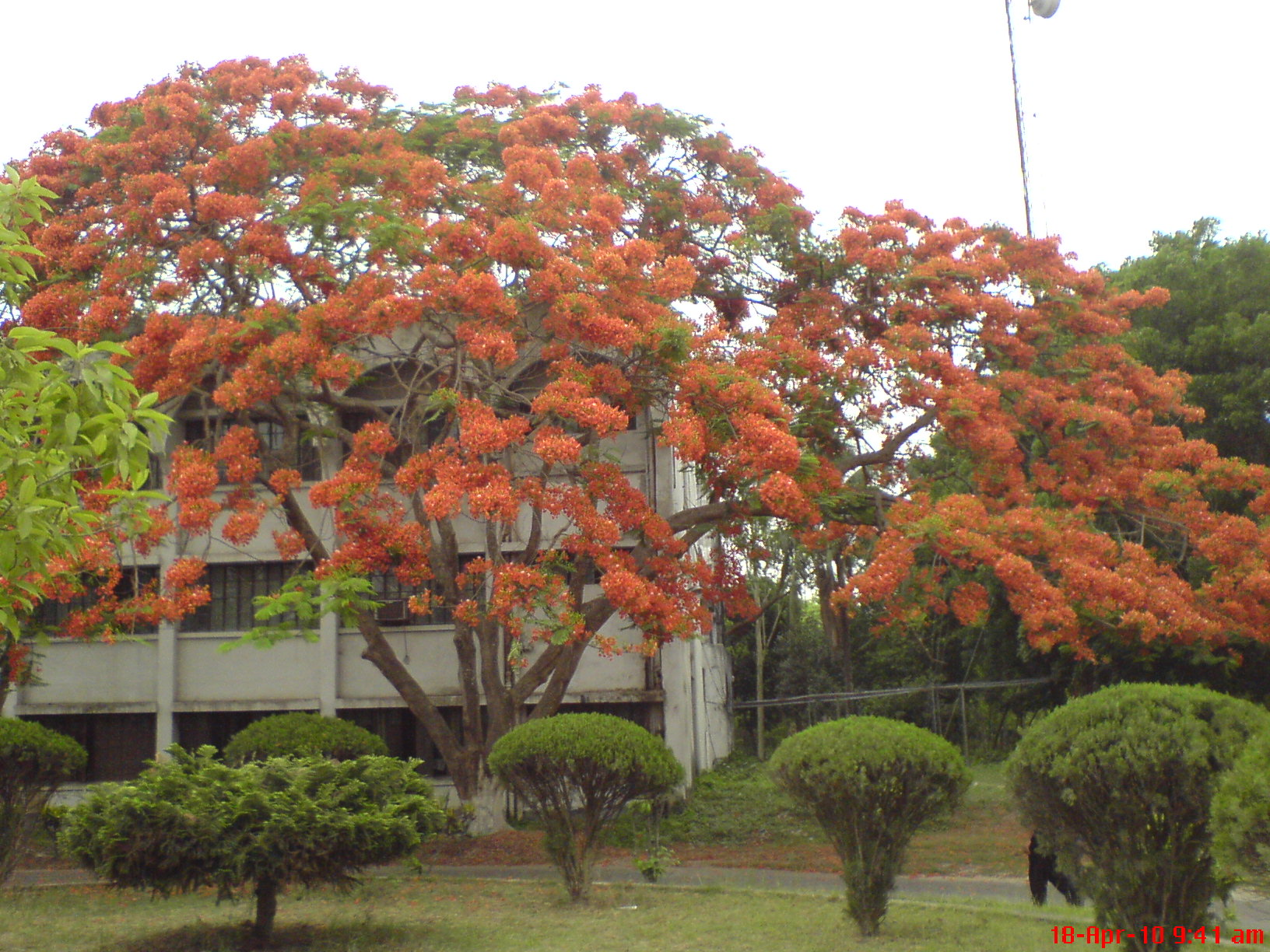
Caesalpinia pulcherrima, un genre d'arbre qui a reçu son nom.

Comme naturaliste, il discute du sexe des plantes. Cesalpino donne une large place à ses propres observations et expériences, et la connaissance botanique s'appuie sur les observations dans le jardin botanique et sur des herbiers. 
Son œuvre la plus importante est De plantis libri XVI, parue à Florence en 1583. Il fonde sa classification sur une idée d'Aristote : la forme découle d'une fonction. Il rejette les systèmes de classification basés sur des critères artificiels, comme le goût, les utilisations médicinales ou l'ordre alphabétique. Il choisit le fruit comme source d'informations, en tant que maillon principal pour la pérennité de l'espèce.
Sa classification prend en compte le nombre, la situation et l'aspect. Il décrit environ mille cinq cent espèces qu'il tente de classer en suivant les préceptes de Théophraste. Il les classe en 32 regroupements dont plusieurs sont toujours reconnus comme des taxons modernes. Ses erreurs découlent de son incapacité à distinguer clairement le fruit de la graine, il interprète comme graines de petits fruits. Cependant il est le premier à signaler l'importance de la position de l'ovule dans le placenta.
De plantis ne contient aucune illustration, car Cesalpino estime que seul le texte permet de décrire précisément toutes les caractéristiques contrairement au dessin. En dressant les fondements modernes de la morphologie végétale, il évoque aussi la nutrition des plantes. Dans la circulation de la sève, il voit une analogie avec la circulation du sang chez les animaux. Dans cette recherche d'analogies simplificatrices entre le végétal et l'animal, Cesalpino illustre l'émergence, à partir d'une philosophie naturelle d’inspiration aristotélicienne, d'un début de réductionnisme physique vers la physiologie botanique.
Il étudie également la chimie, la minéralogie et la géologie. Dans De metallicis libri tres, publié à Rome en 1596, il donne une description détaillée de fossiles, notamment de fossiles de coquillages qu'il interprète comme un retrait de la mer.

## Œuvres

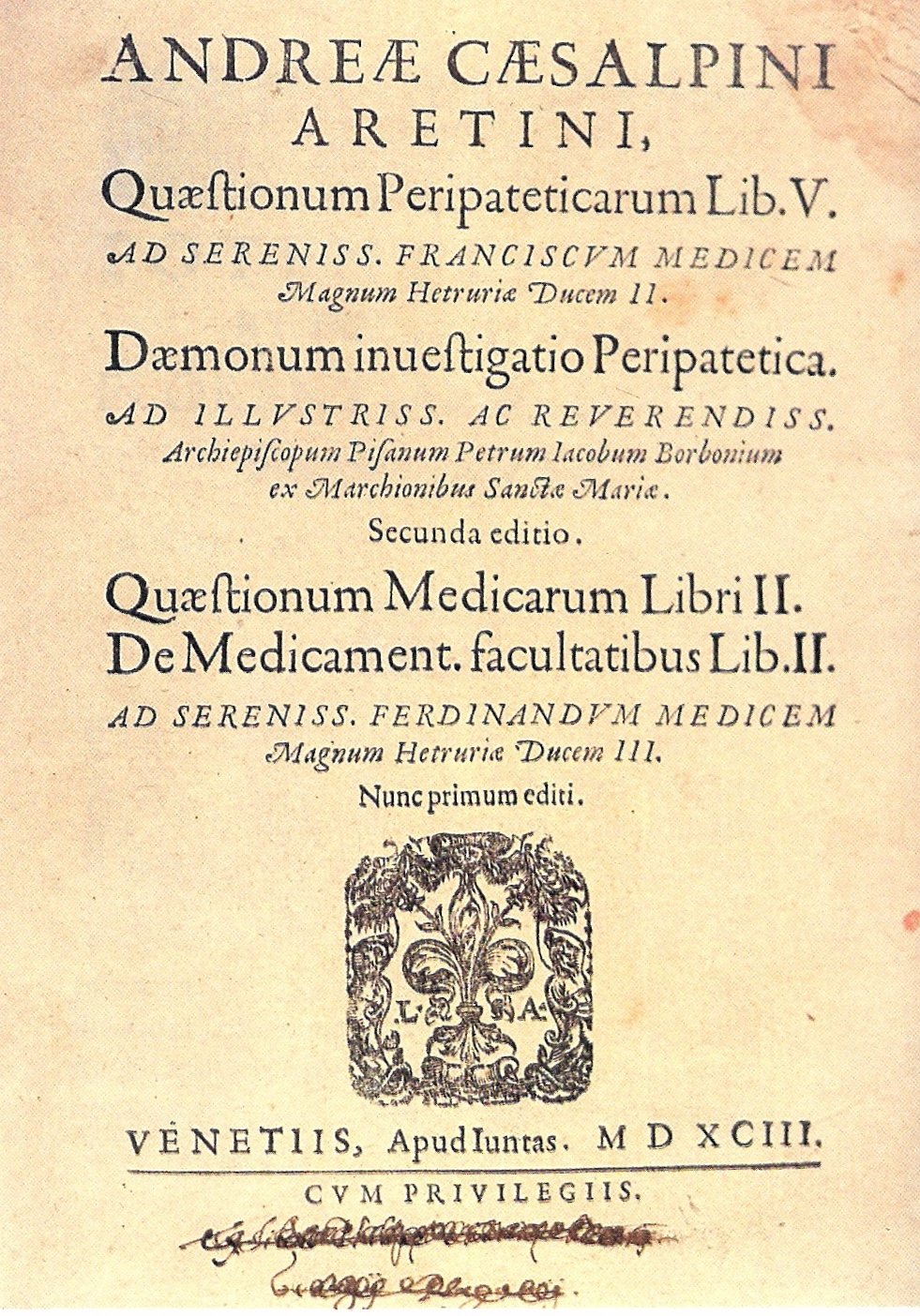
Andrea Cesalpino: Quaestionum peripateticarum Lib. V (1569)

Ses principaux ouvrages sont :
- (la) Quaestionum peripateticarum libri quinque Texte intégral, Venise, 1571 et 1593. Traduction partielle en français par Maurice Dorolle, Questions péripatéticiennes, Paris, Félix Alcan, 1929.
- (la) Daemonum investigatio peripatetica (1580) lire en ligne sur Gallica. Texte intégral  dans lequel il combat la magie et la sorcellerie ;
- (la) De plantis (1583), 621 p. lire en ligne sur Gallica le plus important de tous, comprenant onze volumes ;
- (la) De metallicis Libri tres. Texte intégral Rome, A. Zannetti, 1596 - 222 p. ; Nuremberg, 1602.
- (la) Ars medica Caloptron sive Speculum artis med. Hippocratium Texte intégral, Rome, 1601.
- (la) Appendix ad libros de plantis et quaestiones peripateticas Andreae Cesalpini, Rome 1603.
- (la) Historiae ecclesiasticae compendium usque ad Annum Jubilei MDC (unpublié) (Vat. Lat. 35 600)

## Hommages
- Sa statue, par Pio Fedi, figure dans une des niches consacrées aux grands hommes, au piazzale des Offices de Florence.
- Charles Plumier lui dédie un genre de plante, les Caesalpinia de la famille des légumineuses.
- Une fondation pour la collecte des ressources pour le développement de la recherche en médecine porte son nom à Arezzo : la Fondazione Cesalpino Arezzo